# Giorgio Albertazzi
Giorgio Albertazzi (Fiesole, Toscana, 20 de agosto de 1923-Roccastrada, Toscana, 28 de mayo de 2016) fue un actor y director de teatro italiano.
De joven se adhirió a la República Social Italiana (Saló). Al fin de la Segunda Guerra Mundial fue encarcelado durante dos años.
En 1949 trabajó en Troilo y Crésida, de Shakespeare, dirigido por Luchino Visconti, iniciando una carrera larga y productiva. Se recuerda su labor junto a la actriz Anna Proclemer.
En 1996 fue condecorado Cavaliere di Gran Croce Ordine al Merito della Repubblica Italiana y en 2002 recibió la Medaglia d'oro ai benemeriti della cultura e dell'arte.
En 2007 se casó con Pia de Tolomei, 36 años más joven que él.